# Filature du Rabot
Filature du Rabot was een jutespinnerij en -twijnderij, actief tussen 1899 en 1999 in Gent.

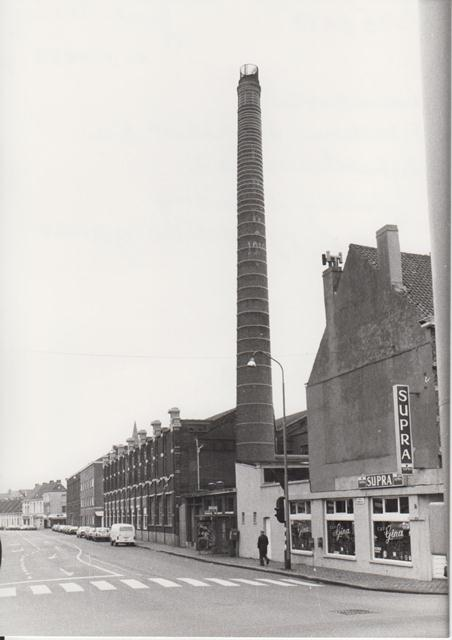
Bewaarde gebouw en schoorsteen aan de Frans van Ryhovelaan in 1980.

## Historiek van het bedrijf
In 1899 werd Filature du Rabot door Theophile Vercoutere en Leon de Landtsheer opgericht aan de Nieuwevaart. Het breidde in 1910 uit met een nieuwe fabriek op de hoek van de Nieuwevaart en de Frans van Ryhovelaan. De nog staande schoorsteen en het gebouw met magazijnen en kantoren met gevel in art nouveau stijl waren onderdeel van deze fabriek. Volgens de bouwaanvraag is de schoorsteen 36 meter hoog.
In 1957 volgde een belangrijke fusie met nabijgelegen jutespinnerij N.V. Gallet, in 1958 met de vlasweverij N.V. Gebroeders Vangheluwe en in 1960 met N.V. Plascobel (geen textielbedrijf).

## Verval en herbestemming van de site
De Filature Du Rabot sloot zijn deuren in 1999. Na vele jaren leegstand startte projectontwikkelaar Ghelamco in 2011 met een nieuwbouwproject op de site. Het merendeel van de fabrieksgebouwen werden gesloopt.